# عمر السبيل
عمر بن محمد بن عبد الله بن محمد بن عبد العزيز السبيل (رمضان 1377 هـ - محرم 1423 هـ) إمام وخطيب المسجد الحرام. والده محمد بن عبد الله السبيل إمام وخطيب المسجد الحرام، وشقيقه عبد العزيز محمد السبيل الأمين العام لجائزة الملك فيصل العالمية،  ولد عمر في مدينة البكيرية إحدى مدن منطقة القصيم، في رمضان من سنة 1377 هـ.

## نشأته وحياته العلمية
نشأ في ظل أبوين صالحين وبيئة علمية صالحة، فأبوه الشيخ محمد السبيل إمام وخطيب المسجد الحرام، وعمه الشيخ عبد العزيز السبيل، قاضي البكيرية، وأحد علماء نجد. درس الابتدائية في إحدى مدارس مكة المكرمة، فلما أتمها انتقل إلى الدراسة في معهد الحرم المكي، ليدرس المرحلة الإعدادية والثانوية، وقد كان فيها من أجود الطلاب وأحرصهم على العلم وأكثرهم أدباً مع شيوخه، وقد أتم حفظ القرآن الكريم في الخامسة عشرة من عمره، حيث تخرج من معهد الأرقم بن أبي الأرقم التابع لجمعية تحفيظ القرآن الكريم.
بعد أن أتم دراسته في معهد الحرم المكي، انتقل إلى الدراسة في كلية الشريعة في جامعة الإمام محمد بن سعود الإسلامية في الرياض ، فأتم دراسته الجامعية هناك، حتى تخرج منها عام 1402هـ، واختير معيداً في الكلية في تلك السنة. ثم انتقل إلى مكة المكرمة، فعين معيداً في جامعة أم القرى سنة 1403هـ، وواصل فيها دراسته العليا، فحصل على الماجستير عام 1406هـ، ثم الدكتوراه عام 1412هـ.

## أعماله
- الإمامة والخطابة في المسجد الحرام: حيث تشرف بالتعيين إماماً وخطيباً للمسجد الحرام في شهر ربيع الأول من عام 1413هـ، حتى وفاته.
- التدريس: في جامعة أم القرى ، والمسجد الحرام.
- المشاركات في جولات دعوية داخلية كثيرة في عدد من مدن المملكة وقراها، وكذلك خارجها، كما شارك في عدد من المجامع الفقهية.[5]

## أعماله الإدارية في الجامعة
- رئيساً لقسم الشريعة في عام 1414هـ.
- مديراً لمركز الدراسات العليا الإسلامية المسائية عام 1415هـ.
- وكيلاً لكلية الشريعة عام 1415هـ.
- عميداً لكلية الشريعة عام 1417هـ.

بالإضافة إلى رئاسته عدداً من اللجان في الجامعة، ومشاركته في أخرى.

## شيوخه
تتلمذ على عدد من العلماء، ففي مكة قرأ على:
- عمه عبد العزيز بن عبد الله السبيل.
- والده محمد بن عبد الله السبيل.
- عبد الله الصومالي، وقد درس عليه علم الحديث.
- عبد الفتاح راوه المدرس بالمسجد الحرام، والفرضي المعروف في مكة المكرمة.
- محمد أكبر شاه: وقد حفظ عليه القرآن الكريم.
- سعيد محمد العبد الله المدرس بجامعة أم القرى سابقاً، ودرس عليه في علم القراءات وأجازه ببعضها.
- محمد صالح حبيب، مدرس النحو في المسجد الحرام.

وفي الرياض لازم كلا من:
- عبد الله بن محمد بن حميد — رئيس مجلس القضاء الأعلى آنذاك.
- عبد العزيز بن عبد الله بن باز - مفتي عام المملكة، ورئيس هيئة كبار العلماء في زمنه.
- عبد الله بن عبد الرحمن بن غديان، عضو هيئة كبار العلماء.[5]

## آثاره العلمية
- أحكام الطفل اللقيط دراسة فقهية مقارنة. وهي رسالة ماجستير.
- إيضاح الدلائل في الفرق بين المسائل للإمام عبد الرحيم بن عبد الله الزريراني الحنبلي (ت:741هـ) تحقيق ودراسة، وهي رسالة الدكتوراه، وطبعه مركز إحياء التراث الإسلامي بجامعة أم القرى.
- من منبر الحرم المكي (ديوان خطب).
- البصمة الوراثية ومدى مشروعية استخدامها في النسب والجناية.
- حكم الطهارة لمس القرآن الكريم، وما يتعلق بذلك من أحكام، دراسة فقهية مقارنة.[5]

## وفاته
توفي في 1 محرم 1423 هـ، وصلى عليه في الحرم المكي والده الشيخ محمد بن عبد الله السبيل إمام المسجد الحرام، ودفن بمقابر العدل بمكة ورثاه عدد من زملائه ومحبيه، منهم: الشيخ سعود الشريم إمام المسجد الحرام، والدكتور ناصر بن مسفر الزهراني وآخرون.

## وصلات خارجية
- http://o.alsubail.af.org.sa/ar